# Televisão em Montenegro
A televisão em Montenegro foi introduzida pela primeira vez em 1956. Esta é uma lista de canais de televisão que transmitem em Montenegro.

## Nacional

### RTCG
- TVCG 1, deste 1963
- TVCG 2, deste 1971
- TVCG Sat – satélite

### Privado
- Pink M, deste 2002
- Vijesti, deste 2008
- Prva, deste 2011
- A1 TV, deste 2018

## Local
- RTV APR - De Rožaje, visto em Rožaje e Berane
- RTV Nikšić - de Nikšić, visto e em torno de Nikšić
- TV Budva - De Budva, visto e em torno de Budva
- RTPV - De Pljevlja, visto e em torno de Pljevlja
- TV Teuta - De Ulcinj, visto em Ulcinj, Bar, Podgorica
- TV BOiN - De Tuzi, visto em Tuzi, Ulcinj, Podgorica
- TV SUN - De Bijelo Polje, visto e em torno de Bijelo Polje
- TV 777 - De Podgorica, visto em Podgorica e municípios vizinhos
- TV Novi - De Herceg Novi, visto em Herceg Novi e municípios vizinhos

## Estações de TV extintas
- Elmag RTV – De Podgorica
- IN TV – De Podgorica
- Pro TV – De Podgorica
- Atlas - De Podgorica
- NTV Montena – De Podgorica
- MBC - De Podgorica